# Vekoma Junior Coaster
Le Junior Coaster de Vekoma est un modèle de montagnes russes en acier construit par Vekoma. Il est souvent appelé Roller Skater puisque la plupart des trains ressemblent à des patins à roulettes (roller skates en anglais).

## Conception et fonctionnement
Beaucoup de Junior Coasters de Vekoma consistent en un train à plusieurs wagons de deux places chacun. Certaines montagnes russes, comme Flight of the Hippogriff à Universal Studios Florida à Orlando peuvent fonctionner avec deux trains. Il y a trois modèles de base : 85 mètres, 207 mètres et 336 mètres. Cependant, Vekoma peut réaliser un modèle unique. À la place du traditionnel lift à chaine, ce type de montagnes russes utilise des roues de friction pour tracter le train jusqu’au sommet.

## Exemples de Vekoma Junior Coaster
- Barnstormer au Magic Kingdom
- Gadget's Go Coaster à Disneyland et Tokyo Disneyland
- K3 Roller Skater à Plopsaland De Panne
- Woody Woodpecker's Nuthouse Coaster à Universal Studios Florida

## Lien externe

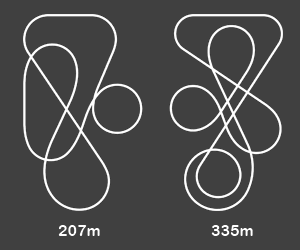
Tracé des deux parcours les plus communs